# Neftçala FK
Neftçala FK – azerski klub piłkarski, mający siedzibę w mieście Neftçala, w południowo-wschodniej części kraju, działający w latach 2004–2016.

## Historia
Chronologia nazw:
- 2004: Anşad Petrol FK
- 2011: Neftçala FK
- 2016: klub rozwiązano

Klub sportowy Anşad Petrol FK został założony w miejscowości Neftçala w 2004 roku przez azerbejdżańsko-malezyjsko-tureckie wspólne przedsiębiorstwo o tej samej nazwie. W sezonie 204/05 startował w Birinci Dəstə. 23 lutego 2011 roku, po zlikwidowaniu firmy, klub został przejęty przez SOCAR Petroleum i zmienił nazwę na Neftçala FK. Przez kolejnych pięć sezonów zespół zajmował miejsca zawsze na podium, w 2015 i 2016 nawet zdobył mistrzostwo Birinci Divizionu, ale nigdy nie zagrał w najwyższej lidze. Po zakończeniu sezonu 2015/16 klub zrezygnował z rozgrywek zawodowych i został rozwiązany. 

## Barwy klubowe, strój
|  |  |

Klub ma barwy biało-czarne. Zawodnicy domowe spotkania zazwyczaj grali w czerwonych koszulkach, czerwonych spodenkach oraz czerwonych getrach.

## Sukcesy

### Trofea międzynarodowe
Nie uczestniczył w rozgrywkach europejskich (stan na 31-05-2019).

### Trofea krajowe
| \| \| Zdobyte trofea w rozgrywkach Azerbejdżanu (stan na: 31-05-2019) \| |                                                                 |      |                                    |
| Rozgrywki                                                                | Osiągnięcie                                                     | Razy | Sezon(y)                           |
| Mistrzostwo                                                              | I miejsce                                                       | 0    |                                    |
| Mistrzostwo                                                              | II miejsce                                                      | 0    |                                    |
| Mistrzostwo                                                              | III miejsce                                                     | 0    |                                    |
| Puchar                                                                   | zdobywca                                                        | 0    |                                    |
| Puchar                                                                   | finalista                                                       | 0    |                                    |
| Puchar                                                                   | 1/8 finału                                                      | 4    | 2012/13, 2013/14, 2014/15, 2015/16 |
| II liga                                                                  | I miejsce                                                       | 2    | 2014/15, 2015/16                   |
| II liga                                                                  | II miejsce                                                      | 2    | 2011/12, 2013/14                   |
| II liga                                                                  | III miejsce                                                     | 4    | 2006/07, 2007/08, 2008/09, 2012/13 |
| Azerbejdżan                                                              | Zdobyte trofea w rozgrywkach Azerbejdżanu (stan na: 31-05-2019) |      |                                    |

## Poszczególne sezony

### Rozgrywki międzynarodowe

#### Europejskie puchary
Nie uczestniczył w rozgrywkach europejskich.

### Rozgrywki krajowe
| \| Azerbejdżan \| Bilans występów klubu w rozgrywkach piłkarskich Azerbejdżanu (Stan na 31 maja 2019 r.) \| \| |                                                                                        |        |       |   |   |   |    |    |     |           |        |        |      |
| Poziom | Rozgrywki                                                                              | Sezony | Mecze | Z | R | P | B+ | B– | Pkt | Lata      | Awanse | Spadki | Naj. |
| I | Yüksək Liqa/ Premyer Liqa                                                              | 0      |       |   |   |   |    |    |     |           |        |        |      |
| II | Birinci Dəstə/ Birinci Divizionu                                                       | 12     |       |   |   |   |    |    |     | 2004–2016 | 0      | 0      | 1    |
| | Puchar Azerbejdżanu                                                                    | 12     |       |   |   |   |    |    |     | 1993–1998 | 0      | 0      | 1/8  |
| Azerbejdżan | Bilans występów klubu w rozgrywkach piłkarskich Azerbejdżanu (Stan na 31 maja 2019 r.) |        |       |   |   |   |    |    |     |           |        |        |      |

## Struktura klubu

### Stadion
Klub piłkarski rozgrywał swoje mecze domowe na Stadionie Miejskim w Neftçala o pojemności 3000 widzów.

## Kibice i rywalizacja z innymi klubami

### Derby
- Mughan Salyan